# Ԭ

д+ч це не існуюча літера яка складно читається ні дч ні дх цю дч ви бачите зправа дч це дві літери д та ч 
Не вдалося компілювати вхідний файл LilyPond:

```
line 1 - column 1:
not a note name: дч
```

1. ↑  Technology Solutions for Growth | DCH. www.dch.com. Процитовано 15 серпня 2025.